# Principes de l'Équateur
 (juin 2017).
Si vous disposez d'ouvrages ou d'articles de référence ou si vous connaissez des sites web de qualité traitant du thème abordé ici, merci de compléter l'article en donnant les références utiles à sa vérifiabilité et en les liant à la section « Notes et références ».

logo de principes de l'Équateur

Les principes de l'Équateur sont des principes utilisés par des grandes banques internationales. Ils impliquent la prise en compte des critères sociaux, sociétaux et environnementaux dans le financement de projets. Les principes se fondent sur un financement responsable et respectent les standards édictés par la Banque mondiale.

## Utilisation
Les principes de l’Équateur1 (EP) sont un référentiel du secteur financier pour l’identification, l’évaluation et la gestion des risques sociaux et environnementaux pour les opérations de financement de projet. Ils s’appuient sur les normes de performance en matière de durabilité environnementale et sociale et sur les directives générales et spécifiques au secteur d’activité financier, en matière d'environnement, de santé et de sécurité de la Société financière internationale. Il est possible de trouver plus d’information sur ces normes et directives sur le site consacré aux standards environnementaux et sociaux de la Société financière internationale. Les 78 institutions financières provenant de 33 pays ayant adopté les principes de l’Équateur à la fin d'avril 2013 représentent une part majoritaire de l’activité de financement de projet dans le monde.

## Historique
Lancés en 2003 et mis à jour en 2006, les principes de l’Équateur sont une initiative qui doit s’adapter aux nouvelles attentes de leurs différentes parties prenantes.
Faisant suite à la revue stratégique lancée en 2010, les travaux devant aboutir à une révision des principes qui ont démarré en juillet 2011. Une version des principes a été adoptée en juin 2013 et est disponible sur http://www.equator-principles.com/index.php/best-practice-resources. La nouvelle version (EP4) a été publiée en novembre 2019 et se trouve ici: https://equator-principles.com/wp-content/uploads/2020/09/EP4_French.pdf.